# برات

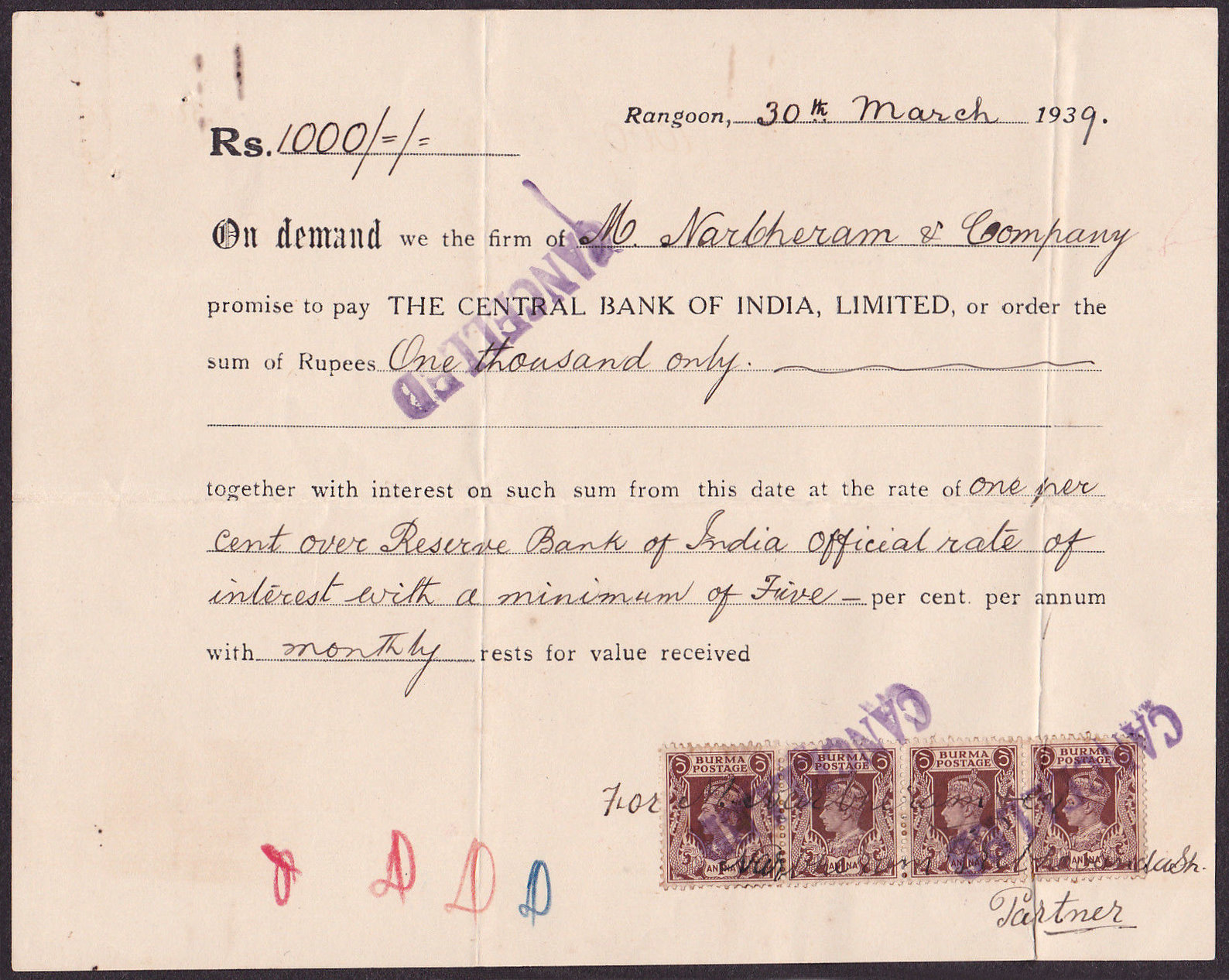
تصویر برات

برات یک سند تجاری است که بر اساس آن فردی از فرد دیگر می‌خواهد که مبلغی را در وجه یا حواله‌کرد یک فرد معین یا شخص ثالث در زمان مشخص (آینده) بپردازد. به‌عبارت‌دیگر نوشته‌ای است که از طرف طلبکار برای شخص بدهکار صادر می‌گردد و شخص بدهکار در صورت تأیید آن متعهد می‌شود که وجه برات را در سررسید معین به طلبکار یا شخص معین پرداخت نماید.. کسی که برات را صادر می‌کند، برات‌نویس یا مُحیل یا صادرکننده و کسی که برات را باید بپردازد برات‌گیر یا مُحالٌ علیه و کسی که مبلغ برات را دریافت
می‌کند، دارندهٔ برات یا مُحالٌ له یا محتال می‌نامند.
برات‌گیر می‌تواند پرداخت مبلغ برات را قبول کند یا از پذیرش آن خودداری (نکول) کند.برات از مهم‌ترین اسناد تجاری و از وسایل مهم پرداخت و کسب اعتبار در معاملات بین‌المللی و داخلی به‌شمار می‌رود.ماده ۲۲۳ الی ۳۰۴ قاتون تجارت مصوب ۱۳۱۱ مربوط به برات می‌باشد.

## کاربرد
-منشأ پیدایش برات برای انتقال طلب بوده‌است. به این ترتیب که وقتی شخصی طلبی از دیگری داشته که هنوز موعد پرداخت آن فرا نرسیده، با انتقال طلب خود به شخصی دیگر امکان یک معامله نسیه را برای خود فراهم می‌کند و بدین‌ترتیب باعث صرفه جویی در یک نوبت جابجایی پول می‌شده‌است، یا شخص برای جلوگیری از خطرات حمل و نقل پول در سفرهای طولانی پول خود را به شخص دیگری پرداخته و همان مبلغ را از همکار یا دوست آن شخص در شهر مقصد دریافت می‌کرده‌است. اما امروزه با تحول در روش‌های جابجایی پول اهداف صدور برات تغییر کرده و صدور برات لزوماً به معنای انتقال طلب نیست.

## نام
-واژه «برات» در فارسی بسیار کهن است، در واقع معنای برات از ظاهر واژه آشکاراست یعنی برای تو و همان حواله است. از آنجاییکه بانک و بانکداری درایران باستان پیشینه‌ای طولانی دارد انواع سندهای تجاری از جمله برات نیز از چنان پیشینه‌ای برخوردار می‌باشند. متأسفانه با توجه به شناخت ناکافی بسیاری از افراد دربارهٔ ریشه واژه‌های فارسی و تاریخچه آنچه امروز موجود است این واژه‌ها را عربی می‌دانند. از جمله واژه برات را که تغییرشکل یافته برائت دانسته وبری الذمه شدن مدیون قلمداد کرده‌اند. این واژه را می‌توان درسده‌های گوناگون و در نوشته‌های متفاوت از جمله سروده‌ها مشاهده کرد. واژهٔ برات تغییر یافته از واژهٔ عربی «براءة» به معنای بریءالذمه شدن از دِین است که در منابع عربی کاربرد دارد، اما کاربرد شکل «برات» در فارسی بسیار کهن است و در سروده‌های سدهٔ ۴ق نمونه دارد. گویندگان فارسی به اعتبار آن که برات نوعی حواله مکتوب است هر حواله یا وارد معنوی را نیز برات نامیده‌اند. مانند:
| چه مبارک سحری بود و چه فرخنده شبی |  | آن شب قدر که این تازه براتم دادند |

حافظ
| هرکس بقدر خویش گرفتار محنت است |  | کس را نداده‌اند برات مسلمی |

ابوالفرج سگزی

## تاریخچه

### تمدن اسلامی
تاجران مسلمان از سده‌های نخستین اسلامی از اسناد تجاری مشابه برات استفاده می‌کردند و افرادی به عنوان کاتب برات در ظرایف این کار مهارت یافته بودند. شیخ مفید در اوایل قرن ۵ق/۱۱م نمونه‌ای از یک سندِ برات را به دست داده‌است. برخی مسائل حقوقی مربوط به برات در فقه اسلامی مورد بررسی قرار گرفته‌است؛ به عنوان نمونه: پذیرش خط برات بدون نیاز به شهود، حکم خرید و فروش برات‌های دولتی و به‌طور ضمنی بحث از اینکه تکرار سند درصورت مشخص بودن وجه صدور آن تأثیری در مضاعف شدن بدهی ندارد. به هر روی، برات از نظر فقها گونه‌ای کتبی از حواله بود و به همین سبب، عمده مباحث نظری آن، در کتاب الحواله مطرح بوده‌است.
در متون تاریخی نیز به برخی از شرایط صدور برات، به خصوص برات‌های دولتی اشاره شده‌است؛ از جمله رشیدالدین فضل‌الله همدانی از ضرورت مهر شدن برات با «آل تمغا» و برخی شرایط دیگر سخن گفته‌است.

### اروپا
برات در اروپا احتمالاً توسط یهودیان فلورانس اختراع شد، در سدهٔ سیزدهم در میان تاجران منطقه لومباردی در شمال ایتالیا بسیار رایج شد و نقش مهمی در تجارت خارجی بازی می‌کرد؛ و در سده‌های میانه در انگلستان به خوبی شناخته شده‌بود. البته نخستین رأی دادگاه مربوط به برات در انگلیس به سال ۱۶۰۳ میلادی بازمی‌گردد. ظهرنویسی برات هم از قرن شانزدهم رایج شد و بدین ترتیب برات قابلیت انتقال بیشتری یافته و موجب شد بانکداران و صرافان با تنزیل برات (خریدن برات به مبلغی کمتر از بهای اصلی آن) امکان تبدیل آن به پول نقد را فراهم کنند. کاربرد برات در ابتدا محدود به مبادلات میان بازرگانان خارجی بود اما پس از مدتی بین بازرگانان هموطن نیز شایع شد و سرانجام برات‌های غیر بازرگانان نیز مورد پذیرش قرار می‌گرفت. سفته و چک پس از برات ایجاد شده و منشأ مدرن‌تری دارند.
با رونق تجارت بین‌الملل در اثر گسترش دریانوردی بر اهمیت برات به عنوان ابزار مبادلات مالی افزوده شد. تدوین کتاب «برات‌ها» توسط جوزف استوری حقوقدان آمریکایی از نمودهای این اهمیت بود.
صدور برات را بین‌المللی‌ترین قراردادها نامیده‌اند. برات ممکن است در یک کشور صادر شود، در کشور دیگری پرداخت شود و در این مسیر در چندین کشور مختلف ظهرنویسی شود. از همین رو همسانی قوانین راجع به برات در کشورهای مختلف اهمیت بسیاری دارد.
نخستین کوشش برجسته در راستای یکسان‌سازی قوانین مربوط به برات، «قانون برات‌ها» مصوب ۱۸۸۲ بود که افزون بر انگلستان، اسکاتلند و ایرلند حاکم بر روابط تجاری کشورهای همسود بود. تا پیش از آن ۱۷ اساسنامه و ۲۶۰۰ پرونده در ۳۰۰ جلد مقررات مربوط به برات (و دیگر اسناد تجاری) را در بریتانیا تشکیل می‌داد.
از اوایل سده ۱۹ میلادی، قوانین مربوط به برات در حوزهٔ قانون‌گذاری فرانسه و آلمان مورد توجه قرار گرفت و از جمله بخشی از «قانون تجارت» فرانسه هم بدان اختصاص داده‌شد.
در حوزهٔ حقوق رومی ژرمنی، گام‌های نخست برای یکسان‌سازی قوانین راجع به برات در دو کنفرانس برگزار شده در لاهه در ۱۹۱۰ و ۱۹۱۲ با رویکرد فرانسوی-آلمانی برداشته شد و گام جدی‌تر «پیمان ژنو دربارهٔ قوانین همسان برای برات و سفته» در ۱۹۳۰ و ۱۹۳۲ بود که بیشتر کشورهای اروپایی و برخی از کشورهای دیگر جهان آن را پذیرفتند. برای ایجاد وحدت کاملِ مقررات این سند در تمام جهان حتی در کشورهای انگلیسی - آمریکایی و آمریکای لاتین (که به آن پیمان نپیوسته‌اند) پیش‌نویس ضمیمه اول پیمان بین‌المللی برات و سفته در بیستمین اجلاس آنسیترال (کمیسیون حقوق تجارت بین‌الملل سازمان ملل متحد) (۱۹۸۸م) تنظیم شده که هنوز به مرحلهٔ نهایی نرسیده‌است.

## ظهرنویسی یا پشت نویسی
ممکن است شخص ثالث به‌عنوان دارنده‌ این سند و طلبکار وجه، سند را به دیگری واگذار کند و آن دیگری به شخص دیگر و به همین ترتیب سند چند دست منتقل شود که در این حالت آن فردی که سند در نهایت در دست او قرار دارد دارنده‌ نهایی محسوب می‌شود و کلیه‌ اشخاص قبل از وی به‌جز شخص صادرکننده و شخص برات‌گیر، ظهر نویس هستند (اشخاصی که پشت سند را امضا کرده‌اند تا دست‌به‌دست منتقل شود).
مطابق با ماده 247 قانون تجارت صدور برات در وجه حامل ممنوع و انتقال برات از طریق ظهرنویسی ممکن می‌باشد.

## قبول برات یا عدم قبول (نکول)
وقتی چنین سندی در زمینه‌های تجاری به کار می‌رود، ابتدا باید توسط شخصی صادر شود. این شخص همان برات‌دهنده است. صدور برات توسط این شخص هم می‌تواند با امضا و هم می‌تواند با مهر روی خود برگه‌ی سند برات باشد. مرحله‌ی بعدی مرحله‌ی قبول برات است که توسط شخص برات‌گیر قبول می‌شود. قبول برات نیز همانند صدور آن می‌تواند هم با مهر و هم با امضا روی خود برگه‌ی برات باشد. قبول برات توسط این شخص اجباری نیست، حتی اگر به شخص صادرکننده‌ برات بدهکار باشد؛ اما اگر قبول کرد موظف به پرداخت است و نمی‌تواند از تعهد خود امتناع کند. حتی اگر به شخص صادرکننده بدهکار نباشد. ممکن است در خصوص سند برات با اصطلاحی تحت عنوان «نُکول» مواجه شویم. نکول عبارت است از اینکه شخص برات‌گیر، برات و تأدیه‌ی وجه آن را قبول نکند و بگوید من چنین براتی را قبول نمی‌کنم.
در راستای چنین اثری اعتراض‌نامه‌ی نکولی صادر می‌شود و قبولی شخص دیگری به‌عنوان شخص ثالث روی این اعتراض‌نامه امضا می‌گردد. شخص ثالث نیز تنها پرداخت سند را به نام صادرکننده بر عهده می‌گیرد و پس از پرداخت وجه سند، حق رجوع به صادرکننده را دارد.
برای صدور اسناد تجاری، مبلغی تحت عنوان مالیات اخذ می‌شود که در خصوص برات نیز چنین است. به نسبت مبلغ وجه مقرر در برات، مالیات و حق تمبر اخذ می‌شود. چاپ و در دسترس عموم قرار گرفتن سند تجاری برات وظیفه‌ی وزارت اقتصاد و دارایی است و شرایط ابطال و اخذ تمبر را مشخص می‌کند.

## مزایا و معایب برات یا حواله
عدم نیاز به جابه‌جایی مستقیم پول، افزایش امنیت در معامله‌ها، راحتی در مبادله و انبارش راحت، از مزایای برات محسوب می‌شود؛ اما شفاف نبودن سیستم حواله‌ها به دلیل ثبت غیرقانونی آن در برخی موارد و به وجود آمدن حواله‌های تقلبی و انتشار حواله بدون پشتوانه از معایب آن بشمار می‌رود.
سیستم حواله‌ها به علت مزیت‌هایی که داشتند در طول تاریخ به قدرت خود باقی ماندند و در این میان دستخوش تغییرهای جالبی شدند. هرکدام از ما بسیار بیش‌تر از آنچه فکرش را می‌کنیم با حواله‌ها در ارتباط هستیم. شاید در نگاه اول این‌طور به نظر نرسد؛ اما در معاملات بورس نیز کار با حواله‌ ها به شمار می‌رود. اگر نگاهی به روند کار در بورس بیندازیم درک آن راحت‌تر می‌شود. به هنگام عرضه اولیه، اشخاص حقیقی و حقوقی مبلغ مشخصی را پرداخت کرده و در مقابل آن سندی دریافت می‌کنند. این سند که نشان‌دهنده مالکیت آن‌ها بر تعداد مشخصی از سهام یک شرکت است، در بازار ثانویه به‌عنوان یک حواله بدهی، قابل معامله خواهد بود. البته در این حواله‌ها ارزش سند شناور است؛ یعنی سهامی که مثلاً امروز ۱۰ هزار تومان ارزش دارد، ممکن است فردا ۲۰ هزار یا ۵ هزار تومان ارزش داشته باشد؛ اما بازهم در شمار حواله‌ ها قرار می‌گیرد.

## شرایط شکلی اجباری برات
بر اساس ماده ۲۳۳ قانون تجارت، شرایطی که باید در شکل ظاهری حواله در هنگام صدور آن رعایت شود به‌صورت زیر است:
۱. قید کلمه «برات» بر روی سند؛ جهت تفکیک و تشخیص آن از انواع اسناد مشابه مثل چک و سفته.
۲. تاریخ تحریر روز ماه سال؛ تاریخ باید با تمام حروف نوشته شود؛ زیرا قابلیت تغییر دارد.
۳. نام برات‌گیر؛ یعنی نام شخص حقیقی یا حقوقی که وجه برات را باید پرداخت کند، ثبت گردد.
۴. مبلغ برات؛ طبق عرف، ثبت مبلغ به عدد و حروف الزامی است و درصورتی‌که دو مبلغ وجود داشته باشد، مبلغ کم‌تر لحاظ می‌گردد.
۵. تاریخ پرداخت (سررسید برات)؛ برای برات ۴ گونه تاریخ پرداخت ذکر شده است:
• به رؤیت یا به دیدار؛ پرداخت برات توسط برات‌گیر به‌محض رؤیت آن ظرف ۲۴ ساعت.
• به وعده از تاریخ صدور برات؛ نشان‌دهنده اهمیت تاریخ صدور برات است.
• به وعده از تاریخ رؤیت؛ مثلاً ظرف دو ماه از تاریخ رؤیت برات.
• موکول به تاریخی معین؛ برات دارای تاریخ پرداخت باشد.
۶. محل پرداخت وجه برات؛ اعم از اینکه محل اقامت محال‌علیه باشد یا محل دیگر.
۷. نام دارنده برات؛ یعنی شخصی که برات در وجه او باید پرداخت شود.
• شخص معین؛ ذکر نام و نام خانوادگی دارنده برات الزامی است.
• حواله‌کرد؛ شخص معین به‌عنوان دارنده برات می‌تواند وجه آن را با ظهر نویسی به دیگری منتقل کند.
۸. شماره نسخه؛ درصورتی‌که برات در نسخ متعدد صادر شود.
برات دارای سه تاریخ است. تاریخ صدور برات، تاریخ قبول توسط برات‌گیر و تاریخ سررسید پرداخت وجه برات.
لازم به ذکر است که اگر این شرایط رعایت نگردد، سند برات یا حواله نوعی سند غیرتجاری محسوب می‌شود؛ یعنی وصف و کارکرد تجاری بودن خود را ازدست‌داده و شکل صوری به خود می‌گیرد.